# Рюдберг, Андерс
Андерс Рюдберг (швед. Anders Rydberg; 3 марта 1903[…], Гётеборгс-Кристине, Гётеборг-Бохус — 26 октября 1989, Гётеборг) — шведский футболист, вратарь.

## Клубная карьера
Во взрослом футболе дебютировал в 1924 году выступлениями за клуб «Гётеборг», цвета которого защищал в течение всей своей карьеры, длившейся четырнадцать лет. Бо́льшую часть времени, проведённого в составе «Гётеборга», был основным голкипером команды. Чемпион Швеции 1935 года.
Умер 26 октября 1989 года на 87-м году жизни.

## Выступление за сборную
В 1927 дебютировал за национальную сборную Швеции. На протяжении карьеры в национальной команде, которая длилась 9 лет, провел 24 матча.
В составе сборной был участником чемпионата мира 1934 года в Италии.